# Rural Willys
A Rural Willys é um utilitário que foi produzido pela Willys Overland nas décadas de 1950, 1960 e 1970 no Brasil. Na década de 1970, passou a ser produzida pela Ford do Brasil, que comprou a fábrica da Willys em 1967, mantendo inalterados o nome Rural e praticamente todas as características do veículo.

## História
Foi lançada nos Estados Unidos em 1946 com o nome de Willys Jeep Station Wagon, tendo sido o primeiro veículo do tipo com a carroceria toda em metal, em contrapartida às carrocerias de madeira, então comuns. Com pequenas diferenças, foi produzido também em outros países, como o Japão, onde foi fabricado pela Mitsubishi, com o nome J37, e a Argentina, onde foi fabricado pelas Industrias Kaiser Argentina (IKA), e é conhecido como Estanciera. O modelo brasileiro foi redesenhado em 1960 utilizando como inspiração a arquitetura moderna de Brasília, em construção na época. Este desenho acompanhou a Rural até o encerramento de sua produção em 1977.
No Brasil, foram produzidas versões com tração 4X4 e 4X2, com motores a gasolina de seis cilindros em linha e cilindrada de 2.6 ou 3.0 litros (opcional). O motor de 2.6 litros, ou 161 polegadas cúbicas, foi o primeiro motor a gasolina fabricado no Brasil e também equipava outros veículos da fábrica Willys, como o Jeep e o Aero. O motor 3.0, utilizando o mesmo bloco, equipava o Itamaraty. A partir do segundo semestre de 1975, até o final da produção, em 1977, a Rural foi fabricada com motor Ford, denominado OHC, de quatro cilindros e 2.3 litros de cilindrada. Em todas as versões, tinha potência aproximada de 90 hp (cavalos-vapor), adequada à época e características do veículo. Em 1977, a produção foi encerrada, totalizando cerca de 182.000 unidades.
A Rural Willys pode ser considerada "avó" dos atuais utilitários esportivos existentes, pois era um veículo com espaço para a família, mas robusto e com vocações off-road, ou seja, capaz de enfrentar ruas e estradas de terra, lama ou mal conservadas.

### Picape
Em 1961, entrou em linha a versão picape da Rural, chamada de Pick-Up Willys ou Pick up Jeep e, posteriormente, F-75. A versão militar, amplamente utilizada pelas Forças Armadas do Brasil, denominava-se F-220 e passou a ser conhecida por F-85 no momento em que foi permitida a venda ao público civil através de leilões do exército. Na Argentina, este modelo foi conhecido como Baqueano. A F-75 manteve-se em produção pela Ford do Brasil até 1983.